# Molomea consolida
Molomea consolida är en insektsart som beskrevs av Schröder 1959. Molomea consolida ingår i släktet Molomea och familjen dvärgstritar. Inga underarter finns listade i Catalogue of Life.